# Pseudognaphalium
Pseudognaphalium es un género de plantas con flores de la familia de las asteráceas. Comprende 126 especies descritas y de estas, solo 83 aceptadas.

## Taxonomía
El género fue descrito por Moisey Elevich Kirpicznikov   y publicado en Trudy Botanicheskogo Instituta Akademii Nauk S S S R. Ser. 1, Flora i Sistematika Vysshikh Rastenii. Moscow & Leningrad 9: 33. 1950. 	La especie tipo es: Pseudognaphalium oxyphyllum (DC.) Kirp. 

### Etimología
Pseudognaphalium: nombre genérico que viene de la palabra griega "gnaphalon" y significa "mechón de lana" en alusión al aspecto lanudo de estas plantas y del prefijo latíno que significa "falso".

## Especies aceptadas
A continuación se brinda un listado de las especies del género Pseudognaphalium aceptadas hasta septiembre de 2022, ordenadas alfabéticamente. Para cada una se indica el nombre binomial seguido del autor, abreviado según las convenciones y usos.
- Pseudognaphalium acutiusculum (Urb. & Ekman) Anderb.
- Pseudognaphalium adnatum (DC.) Y.S.Chen
- Pseudognaphalium affine (D.Don) Anderb.
- Pseudognaphalium alatocaule (Nash) Anderb.
- Pseudognaphalium albescens (Sw.) Anderb.
- Pseudognaphalium aldunateoides (J.Rémy) C.Monti, N.Bayón & S.E.Freire
- Pseudognaphalium altimiranum (Greenm.) Anderb.
- Pseudognaphalium andicola (Phil.) C.Monti, N.Bayón & S.E.Freire
- Pseudognaphalium arizonicum (A.Gray) Anderb.
- Pseudognaphalium attenuatum (DC.) Anderb.
- Pseudognaphalium austrotexanum G.L.Nesom
- Pseudognaphalium badium (Wedd.) Anderb.
- Pseudognaphalium beneolens (Davidson) Anderb.
- Pseudognaphalium biolettii Anderb. ex Nesom
- Pseudognaphalium bourgovii (A.Gray) Anderb.
- Pseudognaphalium brachyphyllum (Greenm.) Anderb.
- Pseudognaphalium brachypterum (DC.) Anderb.
- Pseudognaphalium cabrerae (S.E.Freire) S.E.Freire, N.Bayón, C.M.Baeza, Giuliano & C.Monti
- Pseudognaphalium caeruleocanum (Steyerm.) Anderb.
- Pseudognaphalium californicum (DC.) Anderb.
- Pseudognaphalium canescens (DC.) Anderb.
- Pseudognaphalium chartaceum (Greenm.) Anderb.
- Pseudognaphalium cheiranthifolium (Lam.) Hilliard & B.L.Burtt
- Pseudognaphalium chrysocephalum (Franch.) Hilliard & B.L.Burtt
- Pseudognaphalium conoideum (Kunth) Anderb.
- Pseudognaphalium coquimbense (Phil.) Anderb.
- Pseudognaphalium cymatoides (DC.) Anderb.
- Pseudognaphalium dichotomum V.M.Badillo
- Pseudognaphalium dombeyanum (DC.) Anderb.
- Pseudognaphalium domingense (Lam.) Anderb.
- Pseudognaphalium dysodes (Spreng.) S.E.Freire, N.Bayón & C.Monti
- Pseudognaphalium eggersii (Urb.) Anderb.
- Pseudognaphalium ehrenbergianum G.L.Nesom
- Pseudognaphalium elegans Kartesz
- Pseudognaphalium ephemerum de Lange
- Pseudognaphalium flavescens (Kitam.) Anderb.
- Pseudognaphalium gaudichaudianum (DC.) Anderb.
- Pseudognaphalium gayanum (J.Rémy) Anderb.
- Pseudognaphalium glanduliferum C.Monti, N.Bayón & S.E.Freire
- Pseudognaphalium glandulosum (Klatt) Anderb.
- Pseudognaphalium greenmanii (S.F.Blake) Anderb.
- Pseudognaphalium helleri (Britton) Anderb.
- Pseudognaphalium heterotrichum (Phil.) Anderb.
- Pseudognaphalium hintoniorum (G.L.Nesom) Hinojosa & Villaseñor
- Pseudognaphalium hypoleucum (DC.) Hilliard & B.L.Burtt
- Pseudognaphalium illapelinum (Phil.) Anderb.
- Pseudognaphalium inornatum (DC.) Anderb.
- Pseudognaphalium jaliscense (Greenm.) Anderb.
- Pseudognaphalium jujuyense (Cabrera) Anderb.
- Pseudognaphalium lacteum (Meyen & Walp.) Anderb.
- Pseudognaphalium landbeckii (Phil.) Anderb.
- Pseudognaphalium lanuginosum (Kunth) Anderb.
- Pseudognaphalium leucocephalum (A.Gray) Anderb.
- Pseudognaphalium leucopeplum (Cabrera) Anderb.
- Pseudognaphalium leucostegium Pruski
- Pseudognaphalium liebmannii (Sch.Bip. ex Klatt) Anderb.
- Pseudognaphalium luteoalbum (L.) Hilliard & B.L.Burtt
- Pseudognaphalium macounii (Greene) Kartesz
- Pseudognaphalium marranum (Philipson) Hilliard
- Pseudognaphalium melanosphaeroides (Sch.Bip. ex Wedd.) Anderb.
- Pseudognaphalium melanosphaerum (Sch.Bip. ex A.Rich.) Hilliard
- Pseudognaphalium meridanum (Aristeg.) Anderb.
- Pseudognaphalium micradenium (Weath.) G.L.Nesom
- Pseudognaphalium microcephalum (Nutt.) Anderb.
- Pseudognaphalium moelleri (Phil.) Anderb.
- Pseudognaphalium montevidense (Spreng.) Anderb.
- Pseudognaphalium monticola (McVaugh) Villarreal, A.E.Estrada & Encina
- Pseudognaphalium moritzianum (Klatt) V.M.Badillo
- Pseudognaphalium munoziae N.Bayón, C.Monti & S.E.Freire
- Pseudognaphalium nataliae (F.J.Espinosa) Villarreal, A.E.Estrada & Encina
- Pseudognaphalium nubicola (I.M.Johnst.) Anderb.
- Pseudognaphalium oaxacanum G.L.Nesom
- Pseudognaphalium obtusifolium (L.) Hilliard & B.L.Burtt
- Pseudognaphalium oligandrum (DC.) Hilliard & B.L.Burtt
- Pseudognaphalium oxyphyllum (DC.) Kirp.
- Pseudognaphalium paramorum (S.F.Blake) M.O.Dillon
- Pseudognaphalium pellitum (Kunth) Anderb.
- Pseudognaphalium perpusillum (Phil.) C.Monti, N.Bayón & S.E.Freire
- Pseudognaphalium petitianum (A.Rich.) Mesfin
- Pseudognaphalium pratense (Phil.) Anderb.
- Pseudognaphalium pringlei (A.Gray) Anderb.
- Pseudognaphalium psilophyllum (Meyen & Walp.) Anderb.
- Pseudognaphalium purpurascens (DC.) Anderb.
- Pseudognaphalium ramosissimum (Nutt.) Anderb.
- Pseudognaphalium remyanum (Phil.) Anderb.
- Pseudognaphalium rhodarum (S.F.Blake) Anderb.
- Pseudognaphalium richardianum (Cufod.) Hilliard & B.L.Burtt
- Pseudognaphalium robustum (Phil.) Anderb.
- Pseudognaphalium roseum (Kunth) Anderb.
- Pseudognaphalium rosillense (Urb.) Anderb.
- Pseudognaphalium sandwicensium (Gaudich.) Anderb.
- Pseudognaphalium schraderi (DC.) Anderb.
- Pseudognaphalium selleanum (Urb. & Ekman) Anderb.
- Pseudognaphalium semiamplexicaule (DC.) Anderb.
- Pseudognaphalium semilanatum (DC.) Anderb.
- Pseudognaphalium stolonatum (S.F.Blake) M.O.Dillon
- Pseudognaphalium stramineum (Kunth) Anderb.
- Pseudognaphalium subsericeum (S.F.Blake) Anderb.
- Pseudognaphalium sylvicola G.L.Nesom
- Pseudognaphalium tarapacanum (Phil.) Anderb.
- Pseudognaphalium thermale (E.E.Nelson) G.L.Nesom
- Pseudognaphalium tortuanum (Urb.) Anderb.
- Pseudognaphalium undulatum (L.) Hilliard & B.L.Burtt
- Pseudognaphalium versatile (Rusby) Anderb.
- Pseudognaphalium viravira (Molina) Anderb.
- Pseudognaphalium viscosum (Kunth) Anderb.
- Pseudognaphalium yalaense (Cabrera) Anderb.